# Манал аш-Шаріф
Манал аш-Шаріф (араб. منال الشريف; нар. 25 квітня 1979, Мекка) — правозахисниця, феміністка і дисидентка у Саудівській Аравії. Ініціаторка  в 2011 кампанії за право саудівських жінок водити автомобіль, за що ув'язнена.  New York Times і Ассошіейтед Прес порівняли кампанію за право жікнок водити авто з проявом «арабської весни», а тривале утримання аль-Шаріф під арештом — зі «страхом протестів».
Входить до Топ-100 світових мислителів 2011 року (за версією журналу Foreign Policy), серед жінок, що сколихнули світ (Forbes, 2011). Одна з найбезстрашніших жінок року (The Daily Beast, 2012), серед 100 найвпливовіших жінок 2012 року (Time). Номінантка премії Вацлава Гавела в перший рік її вручення на Форумі свободи в Осло.

## Життєпис
Мана аль-Шаріф закінчила Університет короля Абдул-Азіза зі ступенем бакалавра наук програмування, має сертифікат Cisco. До травня 2012 року працювала консультанткою у сфері інтернет-безпеки нафтової компанії «Saudi Aramco». Також писала статті для щоденної саудівської газети Аль-Ватан.

## Захист прав жінок
Крім основної роботи, аль-Шаріф виступала на захист прав жінок Саудівської Аравії протягом багатьох років.

### Право на водіння автомобіля
- Докладніше: Жінки за водіння автомобіля[en]

Станом на 2013 жінки Саудівської Аравії були обмежені в праві керувати автомобілем і фактично не могли цього робити. У 1990 році десятки жінок Ер-Ріяда виїхали на знак протесту на автомобілях та були заарештовані на добу з конфіскацією паспортів, деяких з них ще й позбавили роботи. У вересні 2007 року Асоціація захисту прав жінок Саудівської Аравії, заснована Ваджехою аль-Хувайдер і Фавзі аль-Уоні, подала петицію з 1100 підписами королю Абдуллі з вимогою дозволити жінкам водіння автомобілів. У 2008 році на Міжнародний жіночий день Хувайдер зняла себе на відео за кермом, привернувши увагу міжнародних ЗМІ. Натхненна «арабською весною» уродженка Джидди сіла за кермо в травні 2011 року зі словами: «Раніше в Саудівській Аравії ми ніколи не чули про протести. Але події на Близькому Сході, коли групи людей почали виходити на вулиці і вимагати те, що їм потрібно, сильно вплинули на мене».

### Кампанія 2011

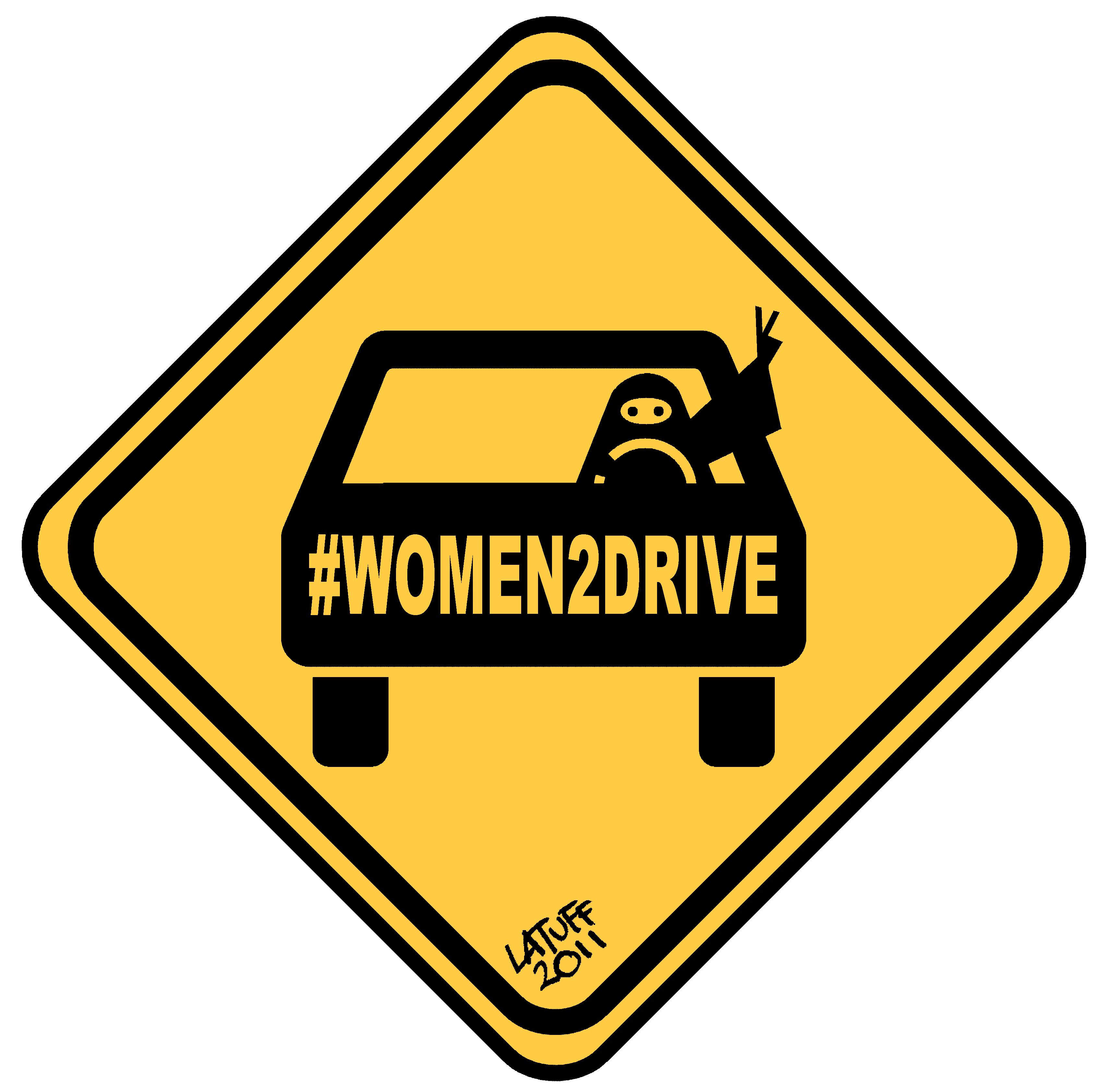
Символ руху саудівських жінок, створений Карлосом Латуффом

У 2011 році Мана аль-Шаріф з групою активісток почали у Facebook кампанію за надання жінкам права водіння, що отримала назву «Teach me how to drive so I can protect myself» («Навчи мене водити автомобіль, щоб я могла захистити себе») або «Women2Drive». Учасниці закликали всіх жінок сісти за кермо 17 червня 2011 року. Аль-Шаріф пояснила, що це — акція з просування прав жінок, а не заява протесту. Кампанія справила враження на Ваджеху аль-Хувайдер, і вона вирішила допомогти.
До кінця травня аль-Хувайдер зняла на відео аль-Шаріф, яка керувала автомобілем, об'їжджаючи Ель-Хубар. Відео було опубліковано на YouTube і Facebook. У ньому аль-Шаріф заявила: «Це добровільна кампанія, покликана допомогти жінкам цієї країни навчитися водити автомобіль в надзвичайних випадках, які можуть статися, не приведи Боже. Що буде, якщо той, хто перебуває за кермом і везе жінок, раптом отримає серцевий напад?». 21 травня аль-Шаріф затримала релігійна поліція, за шість годин її відпустила. 
До 23 травня 2011 року відео отримало 600 000 переглядів, після чого стало недоступним у Саудівській Аравії, сторінка у Facebook була видалена, аккаунт аль-Шаріф у Твіттері був скопійований та змінений. Прихильниці аль-Шаріф повторно опублікували відео, створили сторінку у Facebook, а короткий виклад п'яти правил, рекомендованих аль-Шаріф для проведення кампанії 17 червня було опубліковано в блозі New York Times.
22 травня аль-Шаріф затримали повторно. Журналісти почали ставити питання генеральному директору управління транспортом генерал-майору Сулейману аль-Ажлану щодо правил дорожнього руху для жінок. Аль-Ажлан заявив, що ці питання потрібно адресувати членам Консультативної ради Саудівської Аравії. Громадська компанія RTBF припустила, що аль-Шаріф була засуджена до п'яти днів позбавлення волі.
У New York Times охарактеризували кампанію аль-Шаріф як «протестний рух», котрий влада Саудівської Аравії спробувала «швидко придушити». В Associated Press написали, що «саудівські власті застосували більш суворі, ніж належить, заходи до аль-Шаріф після того, як усвідомили, що її кампанія згуртувала молодь, що бажає змін» в контексті «арабської весни». Ці новинні організації пояснили такий довгий термін затримання аль-Шаріф страхом широкомасштабного протесту, що виник у саудівської влади. Amnesty International оголосила аль-Шаріф в'язнем совісті і вимагала її негайного і повного звільнення.
На наступний день після арешту аль-Шаріф вже іншу жінку затримали за водіння в місті Ар-Рас. У машині з нею було ще дві жінки, її затримала дорожня поліція в присутності релігійної поліції. Жінку відпустили лише після того, як вона підписала документ відмови від водіння. У відповідь на арешт аль-Шаріф ще кілька саудівських жінок опублікували відео, де керують автомобілем. 26 травня за інформацією від Валіда Абдулхайра влада оголосила, що затримання аль-Шаріф триватиме до 5 червня 2011 року. 30 травня аль-Шаріф умовно звільнили. Її адвокат Аднан аль-Салех повідомив, що її звинуватили в підбурюванні жінок до керування автомобілем та «створення громадської думки». Аль-Шаріф була звільнена під заставу, але з умовою явки та дачі свідчень у разі необхідності, заборони водіння автомобіля, заборони на спілкування з пресою. Як можливі причини такого раннього звільнення аль-Шаріф, за версією The National (Абу-Дабі), зазначають лист, написаний аль-Шаріф на ім'я саудівського короля Абдулли, онлайн-петицію, подану 4500 саудитами на ім'я короля Абдулли і «вираз обурення саудівцями і критиками за кордоном із приводу того, що аль-Шаріф ув'язнена за дії, які не є ні кримінальним злочином, ні злочином проти моральності».
15 листопада 2011 року аль-Шаріф подала протест у зв'язку з відмовою чиновників Генерального управління дорожнього руху Ер-Ріяда прийняти її заяву на отримання водійських прав. 4 лютого 2012 року схожий позов подала Самар Бадаві.

### Кампанія на захист ув'язнених жінок
Після звільнення з в'язниці 30 травня аль-Шаріф ініціювала кампанію в Твіттері під назвою «Faraj», покликану звільнити саудиток, філіппінок та індонезійок, які проживають в Саудівській Аравії, та ув'язнених в Ед-Даммамі за те, що вони «взяли в борг невелику суму грошей і не змогли повернути борг». Аль-Шаріф заявила, що ув'язнені жінки, переважно, є прислугою, продовжують перебувати у в'язниці після закінчення строків тюремного ув'язнення за неможливості сплати борг. Вона надала довідки 22 індонезійок і назвала імена чотирьох із них, вказавши при цьому розмір їх боргу. Аль-Шаріф закликала перерахувати пожертвування безпосередньо директору жіночої в'язниці Ед-Даммама, аби відшкодувати борги жінок і звільнити їх.

## Посткампанія
23 січня 2012 року було помилково повідомлено про смерть аль-Шаріф в результаті ДТП в Джидді. 25 січня The Guardian підтвердила, що насправді вона жива, а жертвою ДТП стала «невідома жінка, яка проживає в пустелі» та ніяк не пов'язана з рухом за водіння жінками.
В результаті арешту, за повідомленням аль-Шаріф, вона зазнала утисків з боку роботодавця в Aramco. Їй вдалося уникнути з'ясування відносин з приводу своєї поїздки в Норвегію для отримання премії Вацлава Гавела.
У грудні 2012 року аль-Шаріф розкритикувала ініціативу саудівської влади інформувати чоловіків за допомогою СМС про виїзд їх дружин або родичок за межі країни згідно з законом, за яким чоловіки є законними опікунами своїх дружин. «Цей, здавалося б, невеликий факт інформування через sms наводить на думку про більш масштабні проблеми зі всією системою опіки та піклування», — написала вона в Твіттері. Коли в січні 2013 року король Абдулла вперше призначив жінок до Ради Саудівської Аравії, аль-Шаріф критикувала цю реформу, вказавши, що Рада все ще не є виборним органом та не може створювати законопроєкти. 
У лютому привернула увагу міжнародної громадськості до справи п'ятирічної дівчинки Лами аль-Гамді, яку зґвалтував, побив і спалив її власний батько Файган аль-Гамді; він перебував в ув'язненні всього чотири місяці і сплатив штраф 200 000 риалів (50 000 доларів США).